# South Georgia Classic
De South Georgia Classic is een golftoernooi in de Verenigde Staten en het maakt deel uit van de Web.com Tour. Het toernooi werd opgericht in 2007 en wordt sindsdien telkens gespeeld op de Kinderlou Forest Golf Club in Valdosta, Georgia.
Hert is een strokeplay-toernooi dat gespeeld wordt over vier dagen en na de tweede dag wordt de cut toegepast.

## Geschiedenis
In 2007 werd het toernooi opgericht en de eerste editie werd gewonnen door de Amerikaan John Kimbell. In 2014 werd het toernooi georganiseerd onder de naam El Bosque Mexico Championship dat vernoemd werd naar de golfclub.

## Winnaars
| Jaar | Winnaar       | Score | Score | Info |
| ---- | ------------- | ----- | ----- | ---- |
| 2007 | John Kimbell  | 278   | –10   |      |
| 2008 | Bryan DeCorso | 274   | –14   |      |
| 2009 | Garth Mulroy  | 275   | –13   |      |
| 2010 | Ewan Porter   | 277   | –11   |      |
| 2011 | Ted Potter Jr | 272   | –16   |      |
| 2012 | Luke List     | 272   | –16   |      |
| 2013 | Will Wilcox   | 273   | –15   |      |
| 2014 | Blayne Barber | 273   | –15   |      |

| Toernooirecord |  | po = winnaar na play-off |